# Рождественская, Милена Всеволодовна
Миле́на Все́володовна Рожде́ственская (род. 26 августа 1945, Ленинград) — советский и российский филолог, доктор филологических наук, специалист в области древнерусской литературы. Автор около 160 печатных работ, в том числе, в коллективных изданиях ОДРЛ.

## Биография
Родилась в 1945 году в Ленинграде. Дочь поэта Всеволода Александровича Рождественского. Сестра-близнец Татьяна — доктор филологических наук. Была замужем за историком-африканистом С. Б. Чернецовым. Сын Никита (род. 1972) — орнитолог, член-корреспондент РАН.
В 1968 окончила отделение русского языка и литературы филологического факультета ЛГУ.
С 1968 по 1971 год — аспирант Отдела древнерусской литературы (ОДРЛ) Института русской литературы (Пушкинского Дома) Российской академии наук в Ленинграде.
В 1972 году защитила кандидатскую диссертацию по филологии: «Слово на Лазарево Воскресение : Памятник литературы Киевской Руси».
С 1972 по 1998 год — доцент ОДРЛ, ― младший, затем старший научный сотрудник Археографической группы при Отделе (Секторе) древнерусской литературы ИРЛИ РАН (официально в штате ЛО Архива АН СССР, ныне СПб. Филиала Архива РАН).
С 1975 года — преподавала древнерусскую литературу и литературу XVIII века в ЛГУ (СПбГУ), в ЛГПИ (РГПУ) им. А. И. Герцена, в ЛГИК имени Н. К. Крупской, в Высшей Религиозно-философской школе.
С 1998 — доцент, с 2006 — профессор кафедры истории русской литературы филологического факультета СПбГУ.
В 2004 году защитила докторскую диссертацию по филологии: «Библейские апокрифы в литературе и книжности Древней Руси: историко-литературное исследование».
С 2006 года — профессор кафедры истории русской литературы филологического факультета СПбГУ.
Область научных интересов: история и поэтика древнерусской литературы, византийско-славянские литературные связи, древнеславянские библейские переводные апокрифы, культура и искусство Древней Руси.
В 1992—2018 выступала с научными докладами и лекциями в Германии, Польше, Швеции, Болгарии, Словении, Израиле, Швейцарии, Чехии, Ливане, Сербии. Член Российского Палестинского об-ва с 1973; с 2017 — секретарь Петербургского Отделения Императорского православного палестинского общества (ИППО), член редколлегии научнопрактического издания «Палестинский паломник», член редколлегии научного издания «Православный Палестинский сборник» (издательство «Индрик»), Иностранный член «Международного Научного Центра имени Вальдемара Церана по изучению истории и культуры стран Средиземноморья и Юго-Восточной Европы (Ceraneum. Польша, с 2011)». Член Библейской Комиссии при Международном Комитете славистов РФ (с 2015). Награждена почетной грамотой Министерства образования (2006), Почетной грамотой СПбДА (2015), медалями имени Первого председателя ИППО В. М. Хитрово (2011) и имени А. А. Назваревского (ИППО. 2017). Милена Всеволодовна один из авторов Православной энциклопедии.

## Монографии
- Апокрифы Древней Руси : [Сборник : Перевод / Сост., предисл., коммент. и пер. М. В. Рождественской]. — СПб. : Амфора, 2002. — 239 с. ; 20 см. — (Александрийская библиотека). — Библиогр. в примеч.: 208—236
- Апокрифы Древней Руси: : [сказания, легенды, видения и др. / сост. и предисл. М. В. Рождественской]. — 2-е изд., доп. — Санкт-Петербург : Амфора, 2008. — 314 с. : ил.; 20 см; ISBN 978-5-367-00830-2
- Апокрифы Древней Руси: : [сказания, легенды, видения и др. / сост. и предисл. М. В. Рождественской]. — 2-е изд., испр. и доп.- Санкт-Петербург : Пальмира, 2016. — 314 с. : ил.; 20 см; ISBN 978-5-521-00064-7

## Статьи
- Рай «мнимый» и рай «реальный»: древнерусская литературная традиция // Образ рая: от мифа к утопии. Серия «Symposium». Вып. 31. СПб., 2003. С. 31-46.
- Новгородская грамота № 10 — «апокрифическая загадка»? // Берестяные грамоты: 50 лет открытия и изучения. М., Индрик. 2003. С. 310—320.
- Путь к святости: древнерусские описания рая и Святой Земли // Jews and Slavs. Vol. 10. Semiotics of Pilgrimage. Jerusalem. 2003. P. 27-32.
- Древнеславянский книжник в работе над апокрифическим источником (Воскрешение Лазаря и Сошествие во ад) // Восточная Европа в древности и Средневековье. Автор и его текст (XV Чтения памяти члена-корр. АН СССР Владимира Терентьевича Пашуто. Москва, 15-17 апреля 2003 г.). Материалы конференции. М. 2003. С. 210—213.
- Апокрифы в сборнике XVI в. из Стокгольмской Королевской библиотеки (А 797) // ТОДРЛ. Т. 55. СПб. 2004. С. 391—397.
- Реальное и мнимое (О «райско-палестинском тексте» в древнерусской литературе) // Древнейшие государства Восточной Европы. 2003 год. Мнимые реальности в античных и средневековых текстах. М. 2005. С. 209—231.
- «Священная история в познавательных произведениях литературы Древней Руси» // ТОДРЛ. Т. 57. СПб., 2006. С. 18-24.
- Описание рукописной Минеи из государственного Архива Новгородской области // Abhandlungen zu den Grossen Lesemenaen des metropoliten Makarij. Kodikologische, miszellanologische und textologische Untersuchungen. Band 2. Weiher-Freiburg I. DR. 2006. S. 285—295.
- О мифологизации и демифологизации пространства в древнерусской литературе (летопись и апокрифы // Мир русского слова и русское слово в мире. XI Конгресс международной ассоциации преподавателей русского языка и литературы. Том 7. София. 2007. С.428-433.
- О новых проблемах изучения апокрифического «Слова на воскресение Лазаря» // ТОДРЛ. Т. 60. СПб., 2009. С. 436—449.
- Книга Д. С. Лихачева "Человек в литературе Древней Руси // Труды Отдела Древнерусской Литературы. СПб., Т.61. 2010. С.122-127.
- Изучение древнерусской литературы в Петербургском — Ленинградском государственном университете (краткий обзор) // Актуальные проблемы изучения и преподавания русской литературы: Взгляд из России — взгляд из Зарубежья. Материалы Международной научно-практической конференции, посвященной 190-летию кафедры истории русской литературы Филологического факультета Санкт-Петербургского государственного университета. Санкт-Петербург, 7-9 октября 2010 года. Отв. Редактор А. А. Карпов. «Скрипториум». СПб., 2011. — 583с. С. 53-75. (совм. С Н. С. Демковой).
- Плач Адама и «адамический текст» в древнеславянской рукописной традиции // Studia Ceranea. Journal of the Waldemar Ceran Research Centre for the History and Cultur of the Mediterranean Area and South-East Europe. 4. 2014. Lodz. 2014. C. 161—170.
- Pseudepigrapha on Adam and Eve in the Old Slavonic Literary Tradition (на англ. яз.) Quatrieme collogue international sur les literatures apocryphes juive et chretienne. La Vie d’Adam et Eve et les traditions adamigues (7-10 janvier 2014). // Resumes des contributions 2014, P.31-32 . Universite de Lausanne (Лозанский университет), Universite de Geneve (Женевский университет/ Лозанна. (на англ. яз.)
- The Poetics of Early Russian Literature. D.S. Likhachev. Edited and Translated by Christopher M. Arden-Close. With an Introduction by Milena Rozhdestvenskaya. Lexington Books Lanham.Boulder. New York. Toronto.Plymouth, UK. 2014. P.1-17 (на англ.яз.).
- Об одном варианте духовного стиха «Плач Адама о рае» // Acta Universitatis Lodziensis. Folia Litteraria Rossica. Zeszyt specialny. Tradicja I inwencja w literaturach slowianskich. Традиция и инвенция в славянских литературах. Lodz. 2015. С.157-163. Wydawnictwo Uniwersytetu Lodzkiego.
- «Братие и дружина» (о литературном контексте одного выражения в новгородской берестяной грамоте № 724 // Древняя Русь. Вопросы медиевистики. М., 2015. С.5-7.
- К вопросу о литературном контексте канонов Кирилла Туровского: «Плач Адама» // ТОДРЛ. Т.64. С. 587—594.
- О начале славянской письменности в Болгарии и на Руси: эпиграфические, лингвистические, и литературные параллели // Русь эпохи Владимира Великого: государство, церковь, культура. Материалы Международной научной конференции в память тысячелетия кончины святого равноапостольного князя Владимира и мученического подвига святых князей Бориса и Глеба. Москва, 14-16 октября 2015 года. Москва-Вологда. «Древности Севера». 2017. С. 49-57 (совм. с Т. В. Рождественской).
- О научной школе Д. С. Лихачева в изучении литературы Древней Руси // Экология культуры — учение о сохранении культурного наследия и вечных ценностей культуры: к 110-летию со дня рождения академика Д. С. Лихачева. Научный сборник по материалам международной юбилейной научной конференции. Российский научно-исследовательский институт культурного и природного наследия им. Д. С. Лихачева (Труды Института наследия). М. 2017. С. 138—147.